# 武寧縣 (敦州)
武寧縣是唐代黔州都督府所屬的一個羈縻縣，咸亨三年析內屬昆明部置。其轄地在今貴州省盤縣一帶地方，是唐代招撫當地土著所設置的州縣，由其頭人任縣官。